# 消光 (光學礦物)

石英的消光規律

消光（英語：extinction）是光性礦物學、岩石學和宝石学的常用術語，指岩石、礦物薄片或宝石在偏光镜下觀察時，當上下偏光镜交叉時變暗。各向同性礦物、金屬礦物和非晶质材料（如玻璃）在交叉偏光下是不透光的（即恆定消光）。各向異性礦物每轉90度就會顯示一次消光。消光角是礦物的解理方向與消光之間的角度。可透過一塊礦物的消光規律來找出孿晶，從而判斷其種類，甚至化學成份。